# Рибальченко Ростислав Кирилович
Рибальченко Ростислав Кирилович (18 січня 1932, с. Мала Данилівка — 4 березня 2019, там само) — український краєзнавець, письменник, член клубу «Краєзнавець», активний учасник Слобожанських читань, літературознавець, художник-аматор. Кандидат юридичних наук, доцент.

## Біографія
Ростислав Рибальченко народився у селі (з 1938 року — смт) Мала Данилівка Дергачівського району Харківської області, у робітничій родині. Після закінчення сільської школи поступив до Харківського юридичного інституту (нині — Національний університет «Юридична академія України імені Ярослава Мудрого»). Після закінчення інституту в 1955 році працював у правоохоронних органах, зокрема, в Ризькій школі міліції, з 1965 року почав викладати в рідному Харківському юридичному інституті, отримав наукове звання доцента.

## Діяльність
Коло інтересів — література, фотографія, історія Слобожанщини, малярство, етнографія, живопис.
Ростислав Рибальченко є автором і співавтором близько 10 книг та понад 300 публікацій у газетах та журналах, переважно на краєзнавчу тематику, упорядником збіркі віршів «Певучая ноша» (2004) поета-емігранта «срібного століття» Дмитра Кленовського..

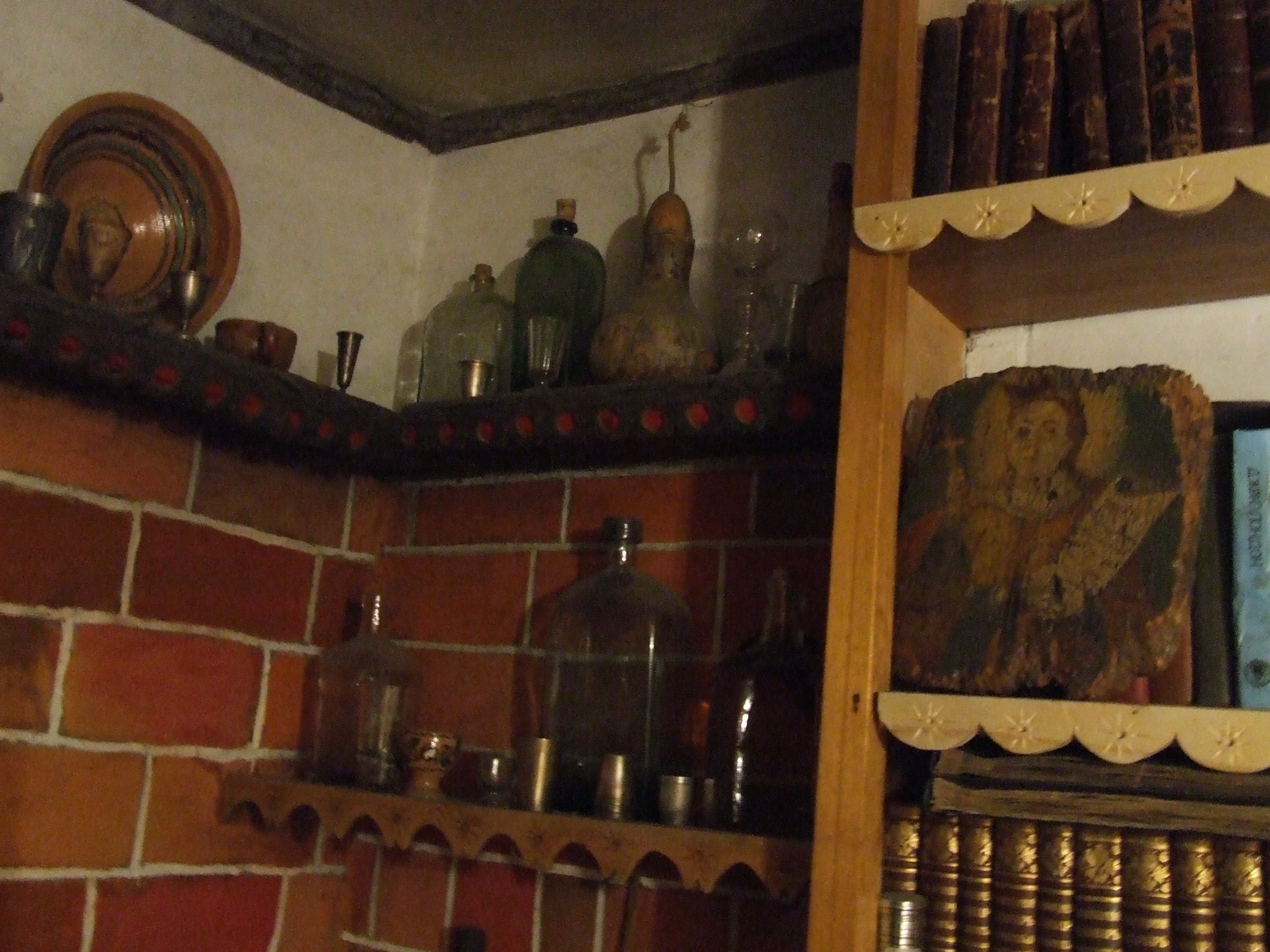
Внутрішнє приміщення садиби Рибальченка Ростислава

Колекціонував предмети українського народного побуту та артефакти Першої та Другої світових воєн; на основі своєї колекції створив зі своєї садиби музей етнографії та слобожанського побуту. Серед експонатів:
- предмети народного побуту — посуд, в основному мідний, є каструля 1856 р., ступи, бронзові посудини, пляшки і штофи;
- керамічні вироби — глечики, горщики, макітри;
- дзвони і дзвіночки;
- безміні гирі XVIII сторіччя;
- предмети сільськогосподарського призначення (індивідуального користування);
- дерев'яні ночви;
- ікони і самовари (рідкісні форми);
- старовинна зброя, у тому числі дві невеликі пушки на лафетах;
- предмети археології, знайдені в селищі від неоліту до XVIII ст.[8]

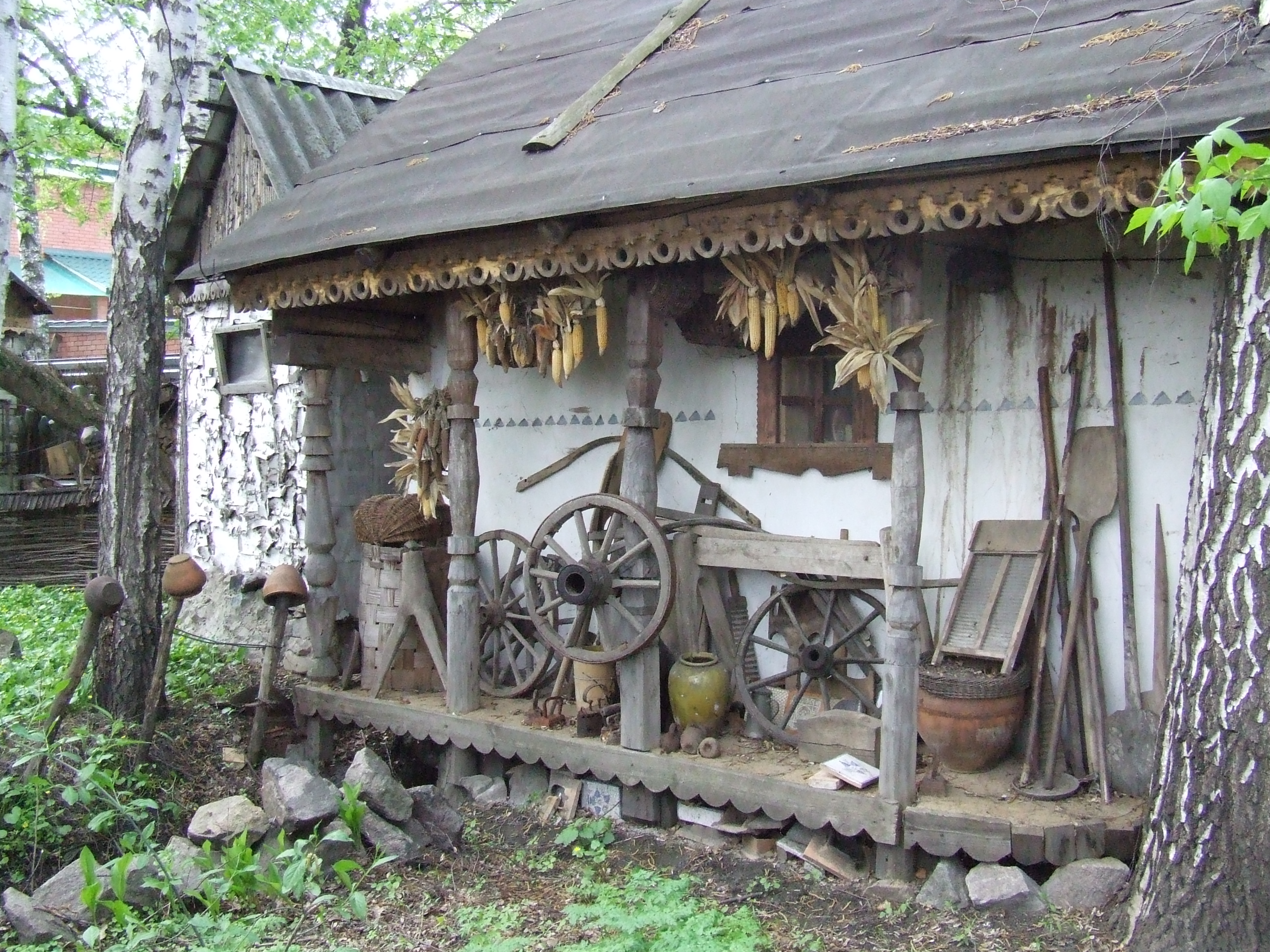
Садиба Ростислава Рибальченка

Був організатором меморіального кутка Гната Хоткевича, який було відкрито при Малоданилівській школі естетичного виховання.

## Вшанування пам'яті
25 квітня 2024 року у місті Дергачі вулицю Толбухіна перейменували на вулицю Ростислава Рибальченка.

## Нагороди
- Почесний громадянин селища Мала Данилівка (2005)[2][10]
- Почесний громадянин Дергачівського району (2008)[2][10]
- Лауреат премії імені Дмитра Багалія у галузі краєзнавства (2006)[10],
- Відзнака «Гордість культури» у номінації  «За збереження та розвиток культурного надбання»(2014) (Дергачівський район)[11].
- Подяка Всеукраїнської спілки краєзнавців[2].